# Archiestown
Archiestown (Calldair an Iar in lingua gaelica scozzese) è una località della Scozia, situata nell'area di consiglio del Moray.